# 내가 쓴 것
《내가 쓴 것》(What I Have Written)은 오스트레일리아에서 제작된 존 휴스 감독의 1996년 미스터리, 드라마 영화이다. 마틴 제이콥스 등이 주연으로 출연하였고 피터 세인스버리 등이 제작에 참여하였다. 46회 베를린 국제영화제에 출품되었다.

## 출연

### 주연
- 마틴 제이콥스
- 질리언 존스
- 야첵 코먼
- 앤지 밀리컨

### 조연
- 마가렛 캐머런
- 닉 라소리스
- 피오나 스튜어트
- 줄리 포사이스
- 브론웬 골트
- 리비 스톤
- 이안 스콧
- 질리언 머레이
- 테리 켄릭
- 존 플라우스
- 이사벨 피차드
- 사라 스톨만
- 롤랜드 바진
- 테레사 블레이크

## 기타
- 원작자: 존 A. 스콧
- 미술: 사라 스톨만
- 의상: 케리 마조코
- 배역: 캐서린 도드
- 배역: 리즈 뮬리나